# أريغارون لاذع
الأريغارون اللاذع أو اليربا اللاذعة (باللاتينية: Erigeron acris) نوع نباتي ينتمي إلى جنس الأريغارون من الفصيلة النجمية.

## الموئل والانتشار
ينتشر في بلاد الشام والمغرب العربي وتركيا والقوقاز وكل مناطق أوروبا من اليونان والبلقان إلى إسبانيا والبرتغال وشمالاً من إيرلندا وبريطانيا إلى فنلندا وروسيا.

## الوصف النباتي
نبات عشبي.